# 야마모토 고헤이
야마모토 고헤이(일본어: 山本 孝平, 1986년 4월 15일 ~ )는 일본의 전 축구 선수이다.

## 구단 경력
과거 쇼난 벨마레, 미토 홀리호크에서 활동하였다.